# Plaza Treinta y Tres Orientales (Salto)
La plaza Treinta y Tres en la ciudad de Salto, es la plaza más antigua. Su nacimiento es casi coincidente con el de la ciudad, se la conoció como plaza Vieja.

## Orígenes
Fue lugar de concentración de las principales manifestaciones de la comunidad desde el primer delineamiento urbano.
Allí se realizaban las procesiones religiosas, los actos políticos, las celebraciones patrias, hasta que se inauguró el Monumento a Artigas en Plaza Artigas (Salto) recibiendo todos los acontecimientos principales. Según algunos historiadores, fue durante el gobierno de Latorre (década de 1870) que se construyó la primera fuente, revestida en amatistas y cuarzos y sin presencia de agua. Contaba con una reja que la bordeaba a su alrededor. 

## Reformas
En 1910, se implementaron reformas incluyendo la división en parterres dispuestos con diseños simétricos.
Una reforma modificó la fuente central que en ese entonces tenía un ángel en su cima, se dice que el ángel había sido regalado por un señor montevideano adinerado que algunas veces representó al departamento en el Cuerpo Legislativo, Pedro Fariní, también se retiró la reja.
En cada parterre se colocó una de las estatuas (figuras en bronce).
Se eliminaron árboles añejos y se plantaron nuevos ejemplares. Se instalaron columnas de hierro para mejorar la iluminación y cuatro estatuas representando las cuatro estaciones. Se construyó una escalinata en la intersección de las calles Artigas (llamada anteriormente Daymán) y Juan Carlos Gómez.
Otra reforma fue realizada en el año 1974,era el Intendente Arquitecto Néstor J. Minutti, en esa instancia se ubicó el busto de José Pedro Varela en la esquina de las calles Artigas y Florencio Sánchez (que anteriormente estaba ubicado en proixmidades a la intersección de las calles Uruguay y Juan Carlos Gómez).
También se construyó un escenario sobre el cual se ubicaron los bustos de los héroes de la Cruzada de los Treinta y Tres Orientales Manuel Oribe y Juan Antonio Lavalleja, se realizó otra escalinata sobre calle Juan Carlos Gómez y se desplazaron las esculturas de los dos leones desde la plaza hacia el edificio de la Intendencia.
En el año 1997, se realiza otra reforma en homenaje al Intendente Marcelino Leal eliminándose el escenario y colocándose los bustos existentes más al centro de la plaza. Se colocó una hilera de vertientes de agua. Se diseñó otra fuente con varios chorros de agua y luces de colores.

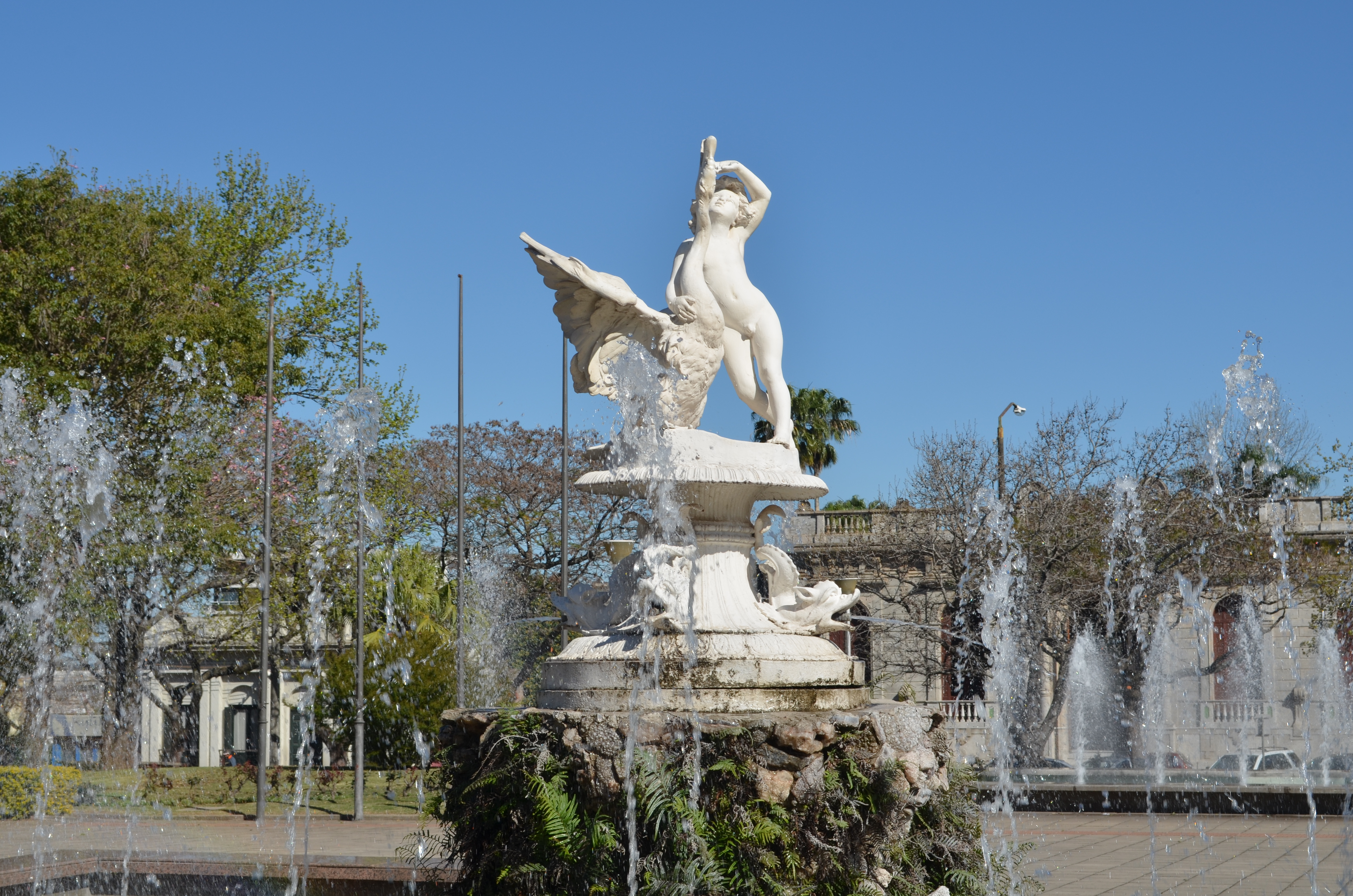
Plaza Treinta y Tres de Salto
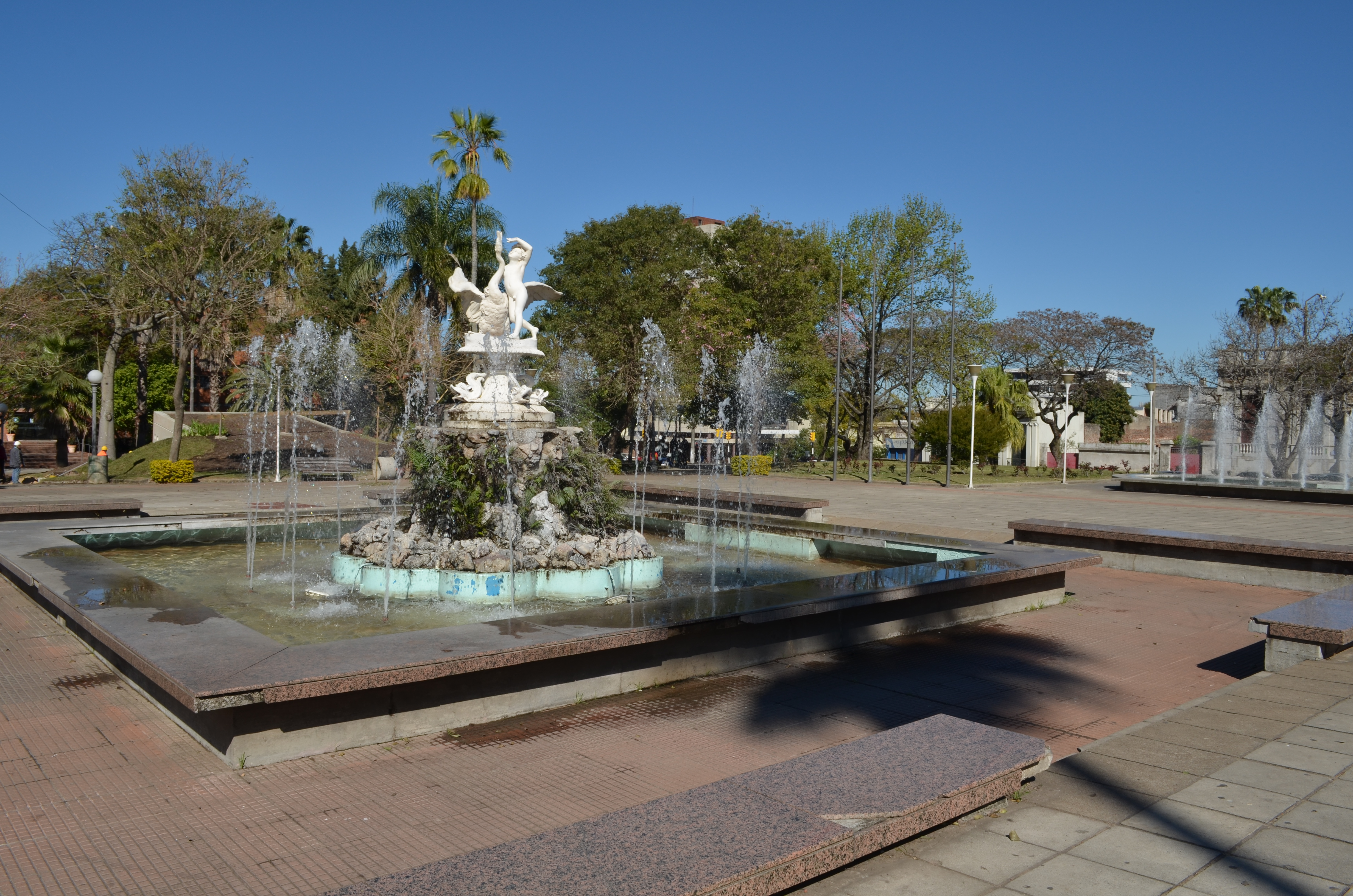
Plaza Treinta y Tres de Salto
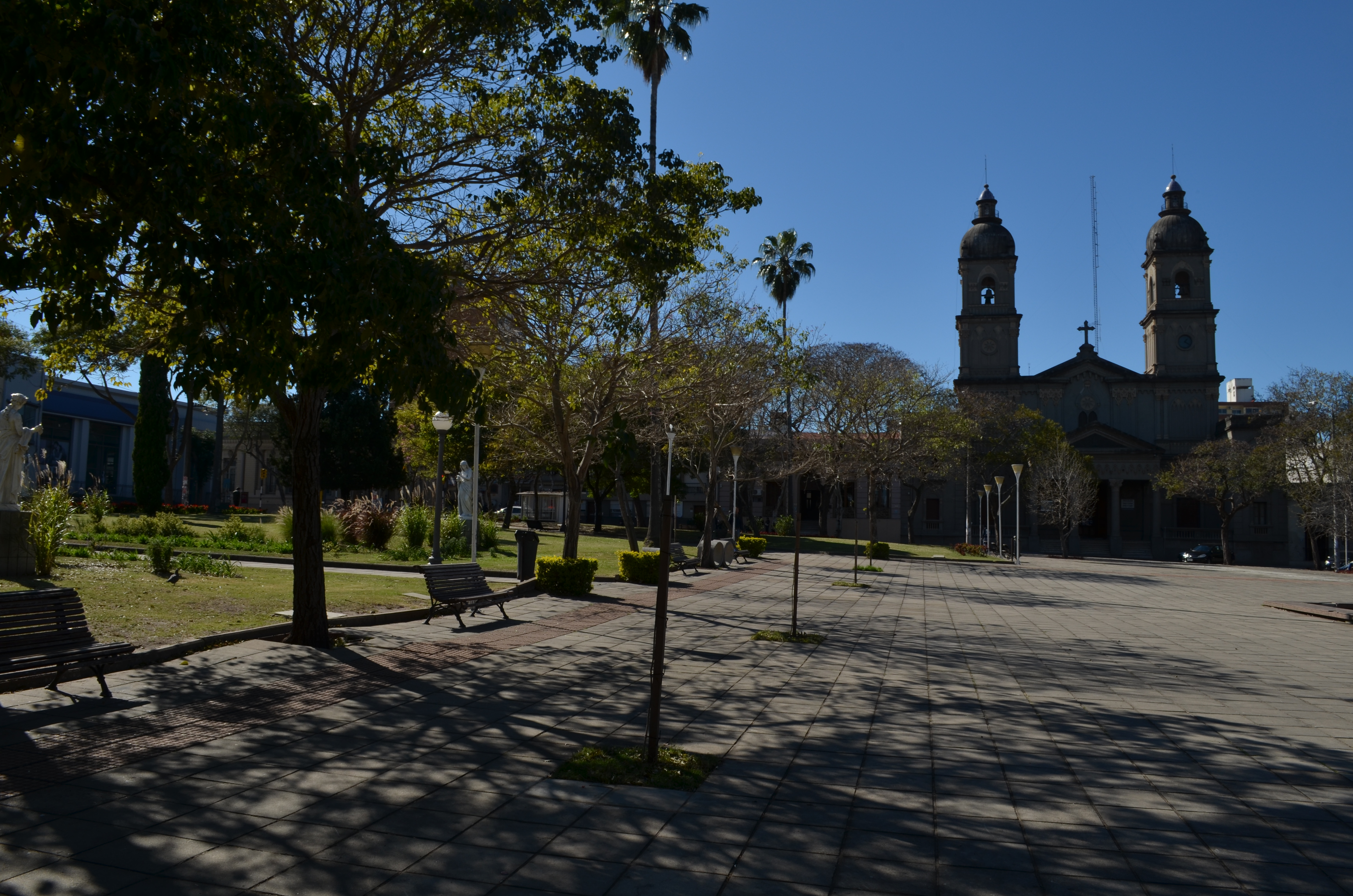
Plaza Treinta y Tres de Salto
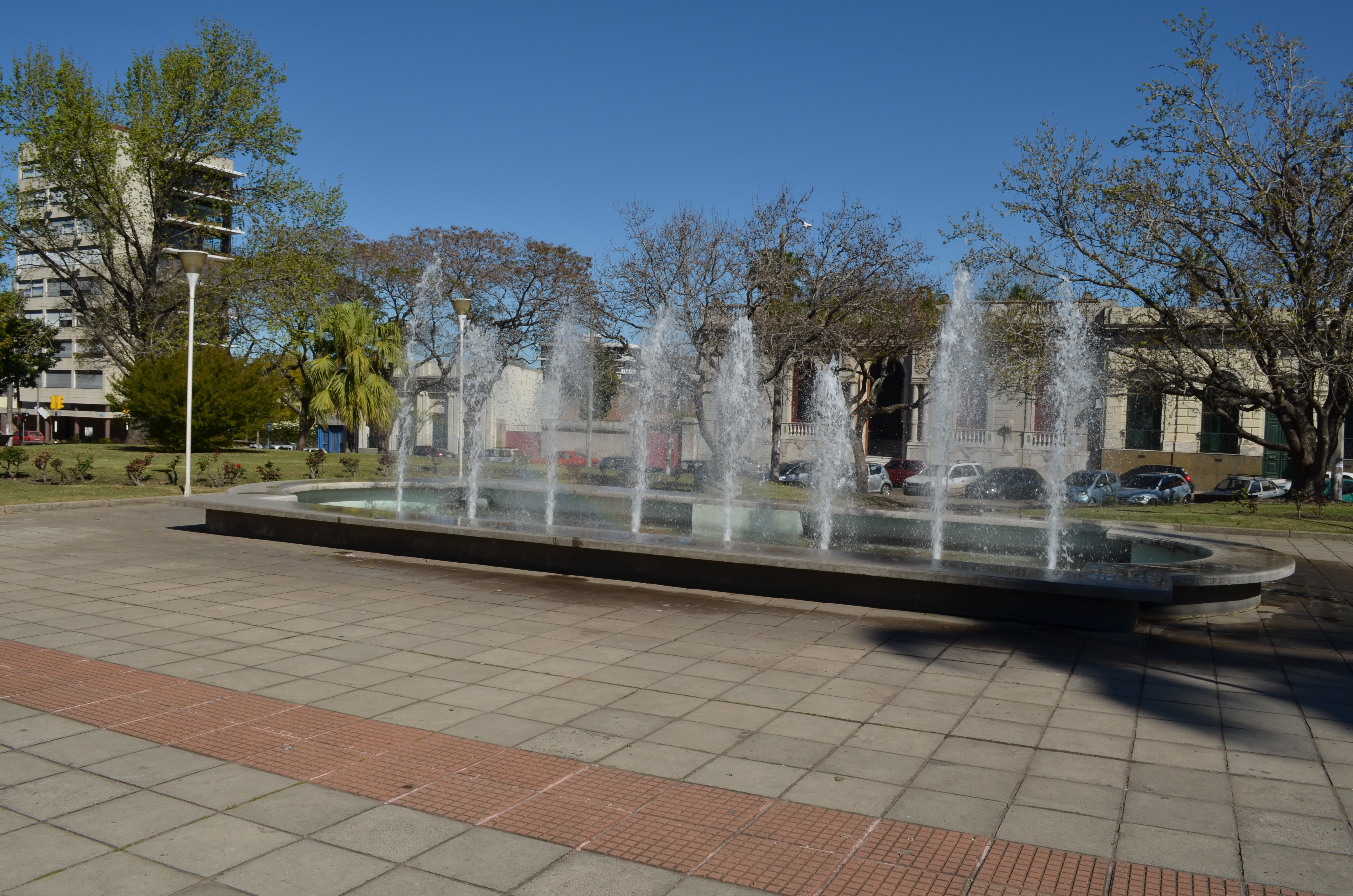
Plaza Treinta y Tres de Salto
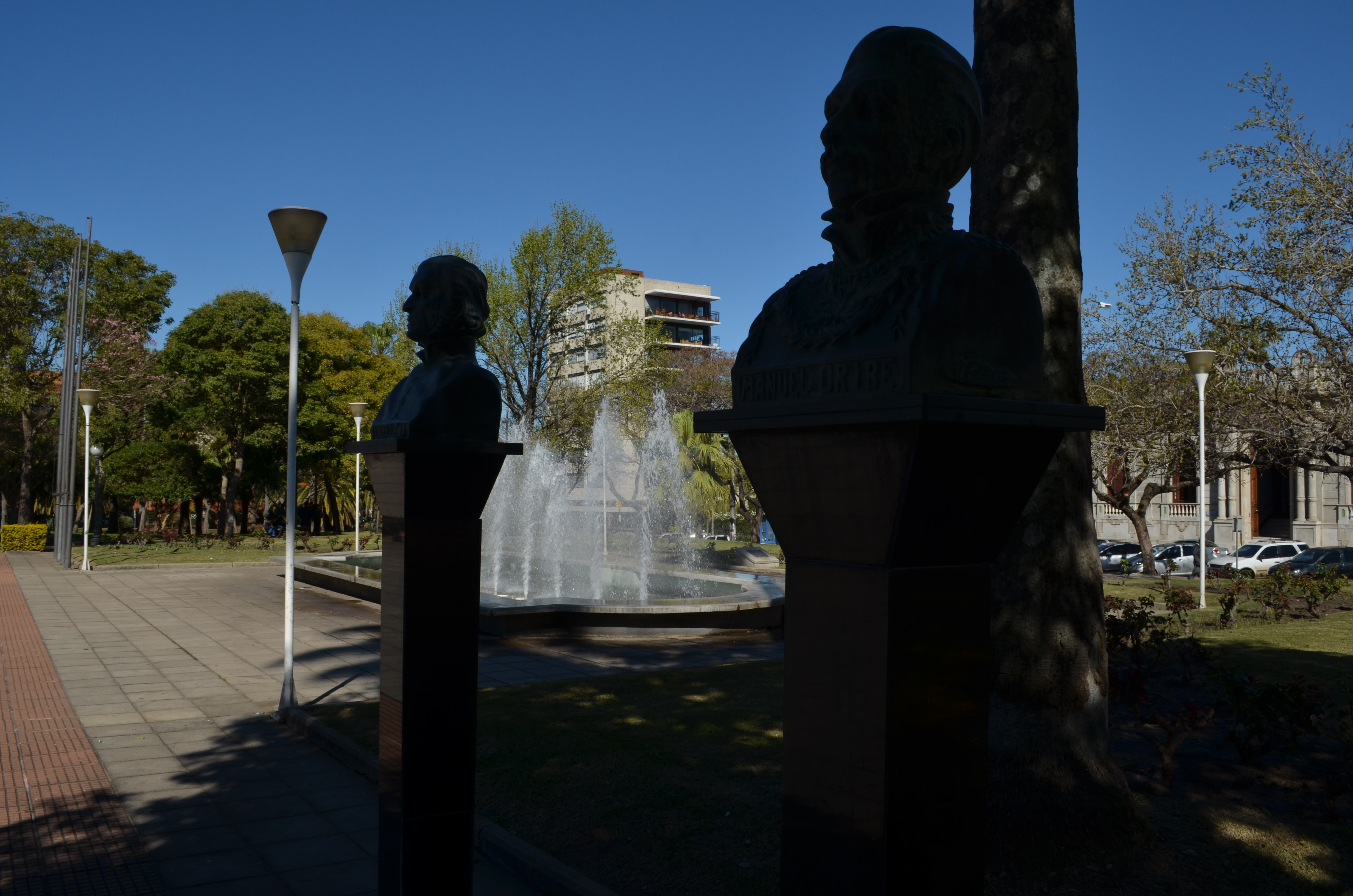
Bustos de Juan Antonio Lavalleja y Manuel Oribe

## Estatuas
El grupo de cuatro estatuas que representan las cuatro estaciones fue adquirido en París al precio de 580 pesos.
Llegaron a Salto en el año 1910, año en que se festejó en Salto el reconocimiento por parte de Brasil de los límites con Uruguay.
Están construidas en hierro fundido, el artista que las ideó fue Mathurin Moreau. Miden 1,5m de altura.
Cada una de las estatuas tiene en sus manos elementos que le dan significado según la estación que representan, fuego por invierno, flores por primavera, trigo por verano y frutas por otoño.
La inauguración de dicha ornamentación se realizó en 1911
En la reforma realizada en 1974 se pintaron de blanco las estatuas representativas de las estaciones y se colocaron en un  camino que se construyó hacia calle Uruguay.

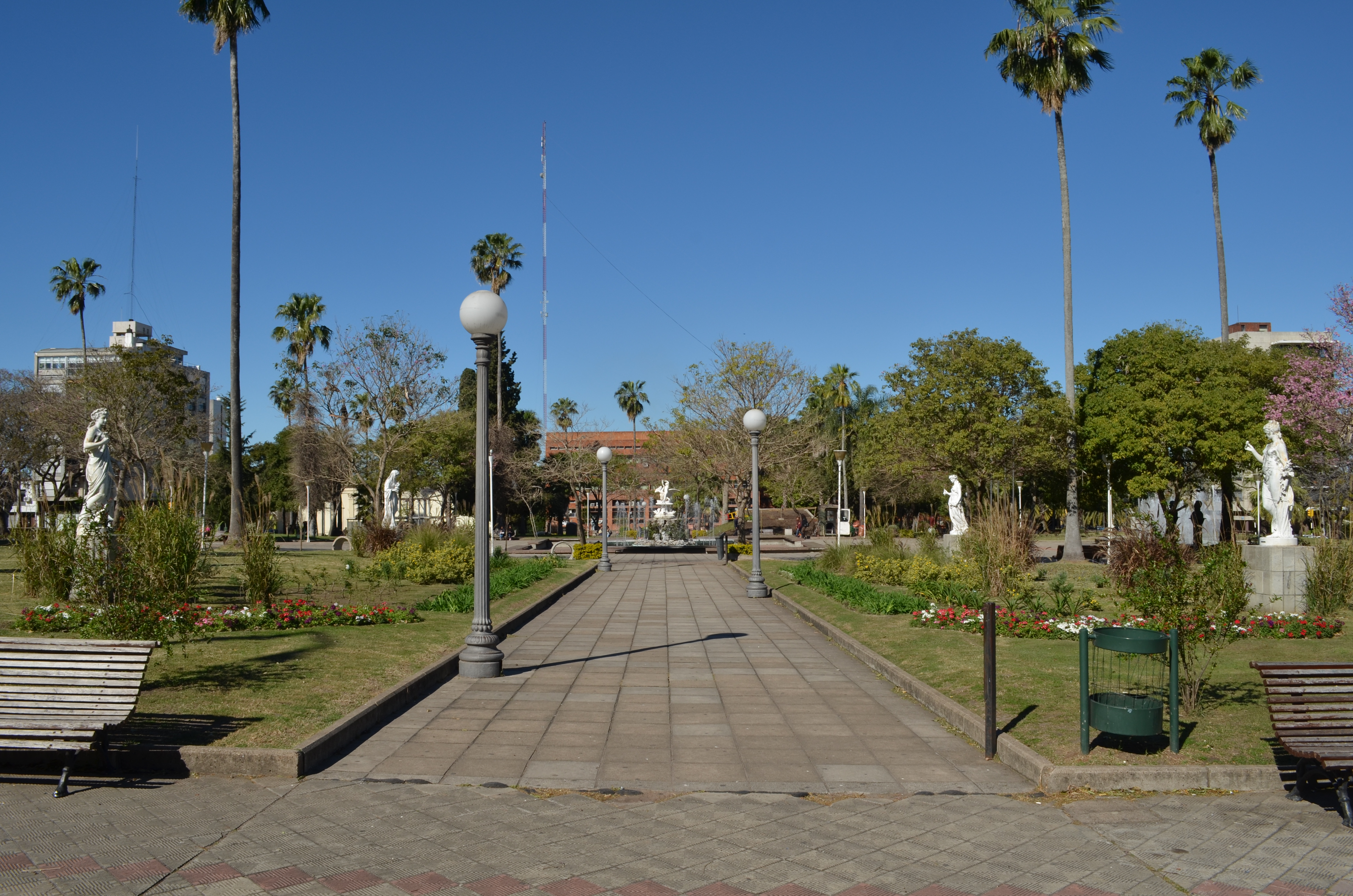
Estatuas cuatro estaciones
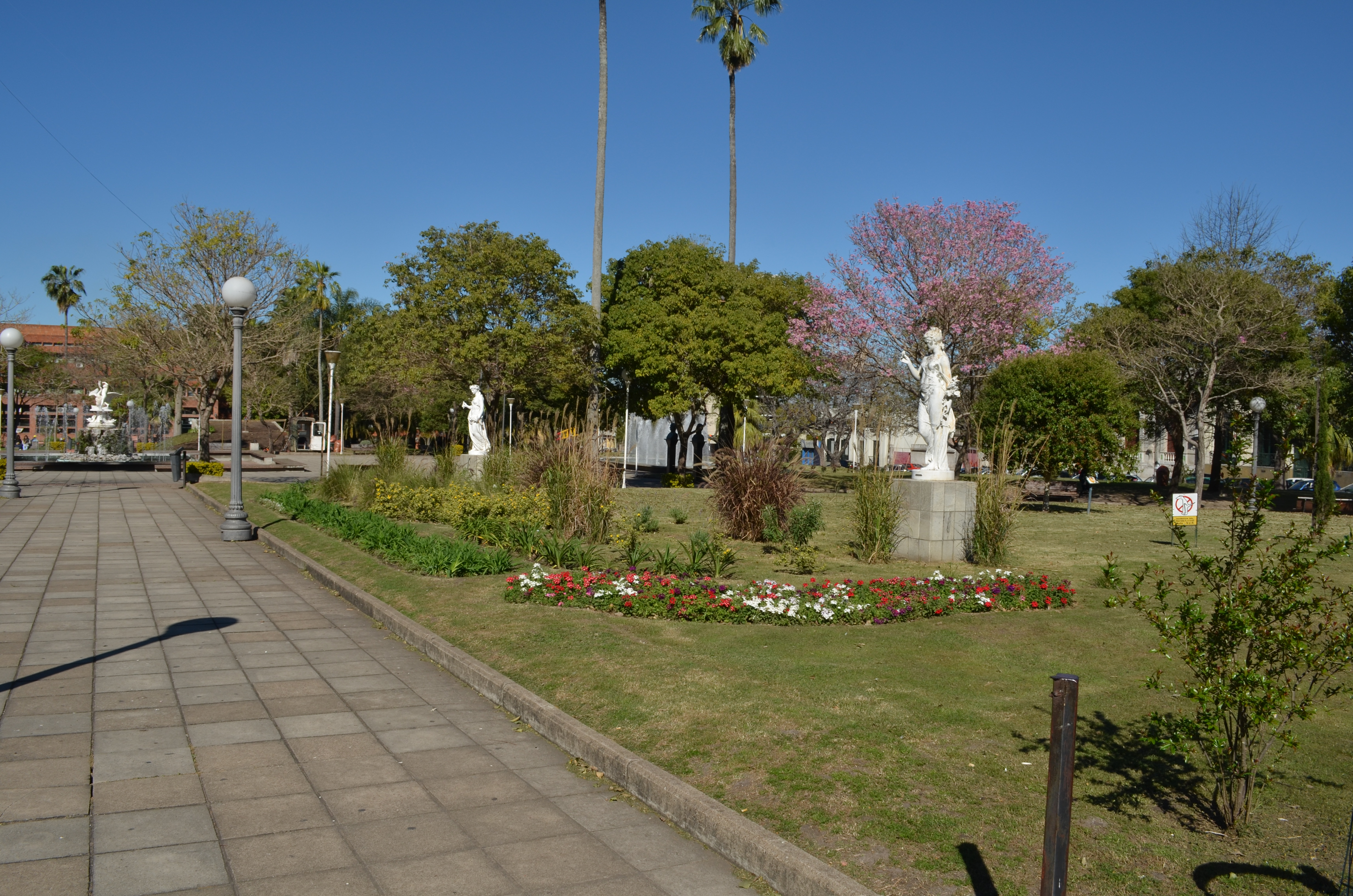
Estatuas cuatro estaciones
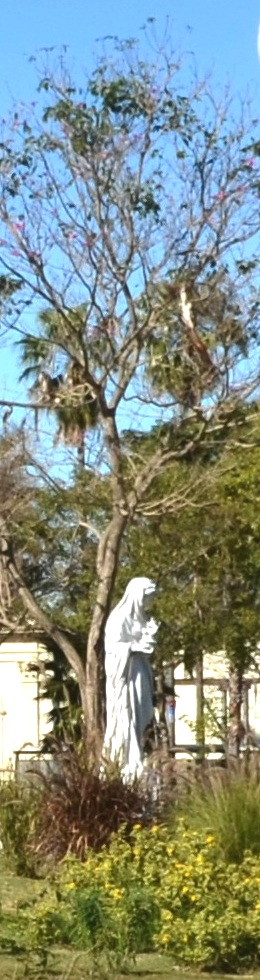
Una de las estatuas de las cuatro estaciones
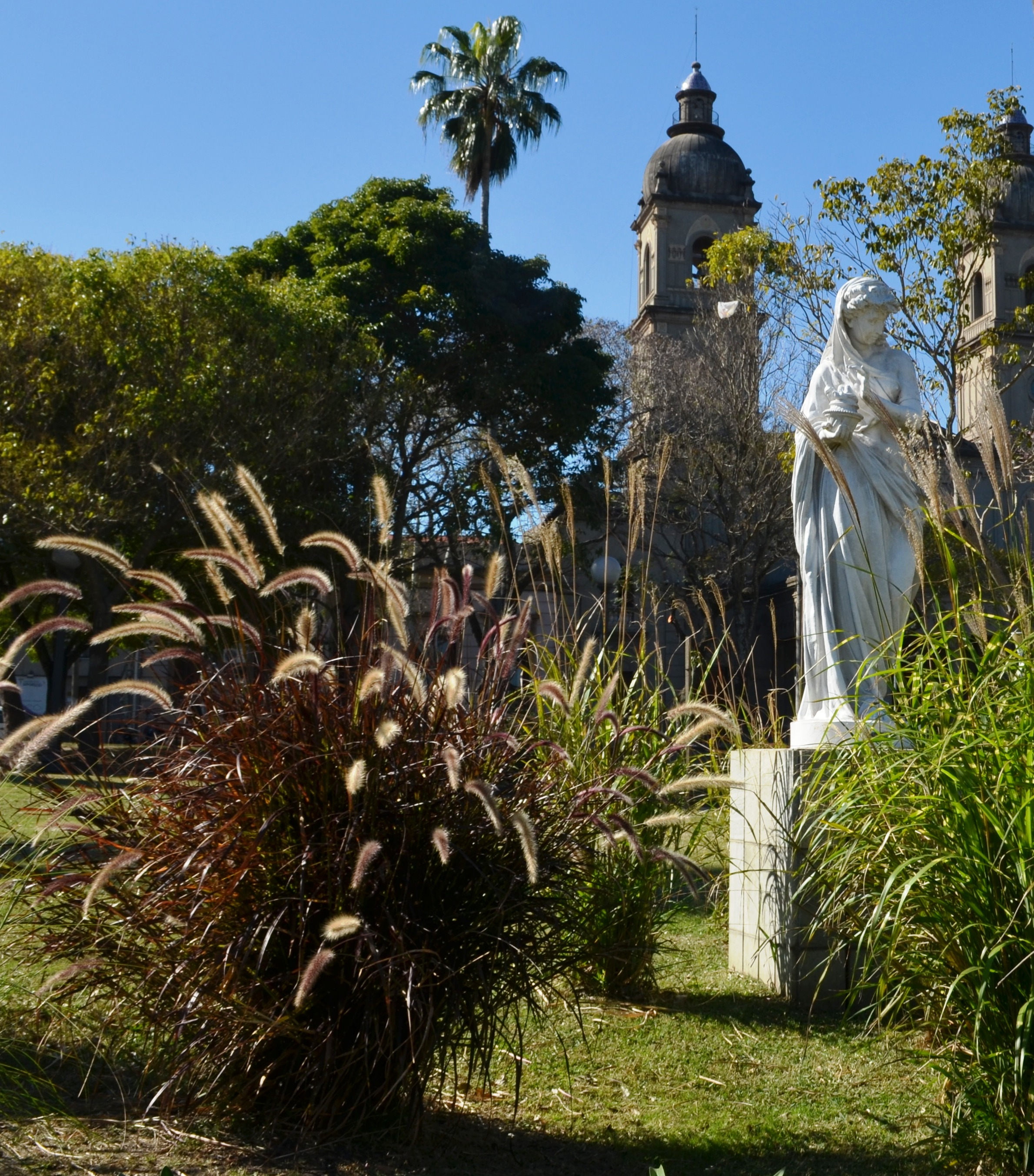
Una de las estatuas de las cuatro estaciones
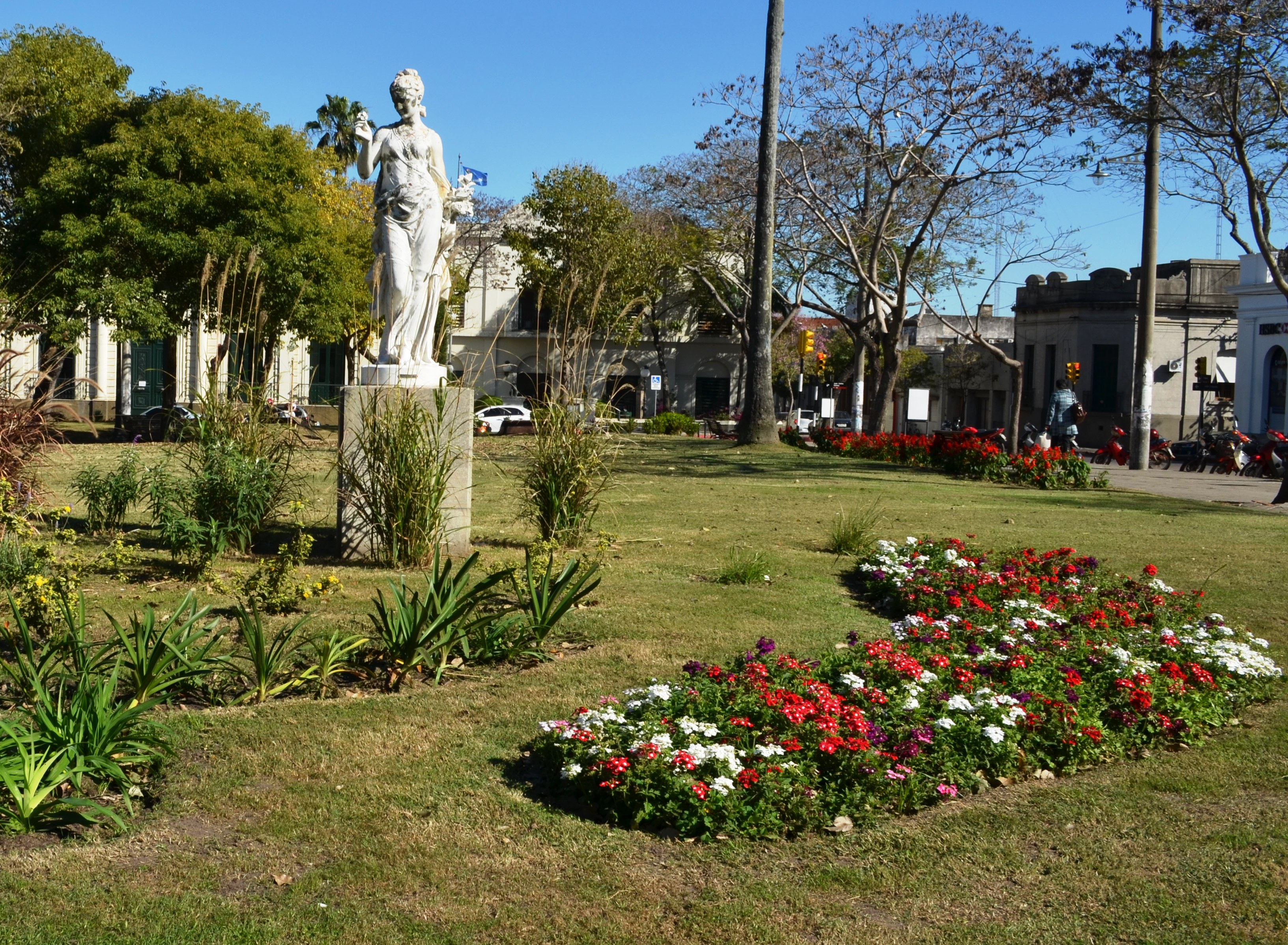
Una de las estatuas de las cuatro estaciones
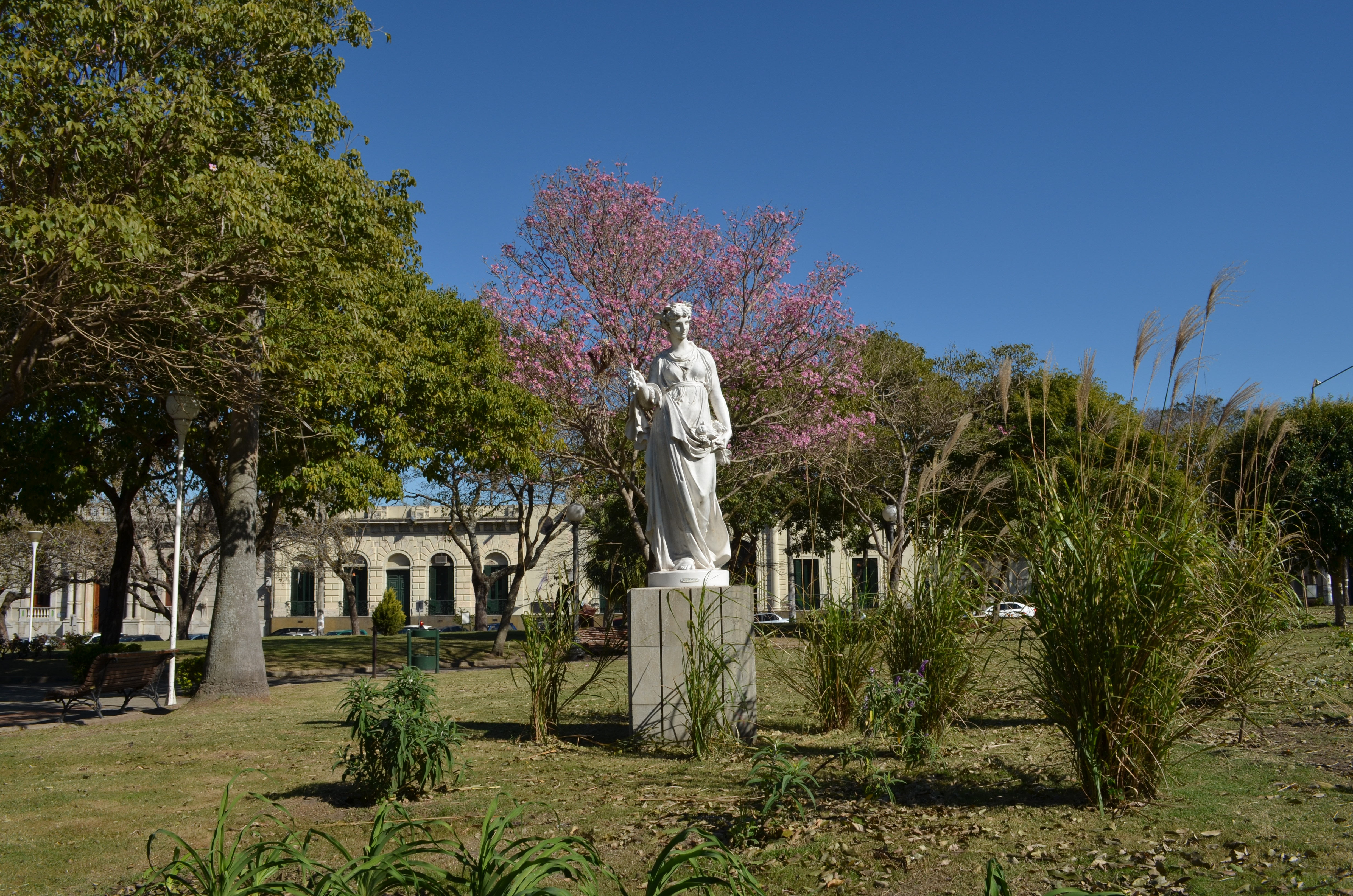
Una de las estatuas de las cuatro estaciones

## Placas
En recuerdo a la reforma realizada en el año 1997 se ubicó una placa que dice: "Intendencia Municipal de Salto, remodelación Plaza de los Treinta y Tres Orientales proyectada y realizada por técnicos y funcionarios municipales. Esc. Eduardo R. Malaquina- Intendente. Dr. Manuel M. Barreiro - Srio. Gral. 23 de diciembre de 1997".

## Declaración de Patrimonio Histórico Nacional
Este espacio muy antiguo de la ciudad ha sido incorporado a los bienes protegidos como Monumento Histórico Nacional, por resolución del Ministerio de Educación y Cultura, de acuerdo a la ley 14.040.
Esta declaratoria impide cualquier alteración en ella sin aprobación previa de la Comisión del Patrimonio Cultural de la Nación.
Está considerada dentro del Entorno de la Plaza Treinta y Tres y zona céntrica cercana como patrimonio material.